# Paul Quilès
Paul Quilès (ur. 27 stycznia 1942 w Saint-Denis-du-Sig, zm. 24 września 2021 w Paryżu) – francuski inżynier, polityk i samorządowiec, wieloletni parlamentarzysta, minister w kilku rządach, działacz Partii Socjalistycznej.

## Życiorys
Ukończył studia inżynierskie na paryskiej École polytechnique. Pracował jako inżynier m.in. w koncernie Royal Dutch Shell. W połowie lat 70. był zawodowo związany z Radą Ekonomiczną i Społeczną. Wstąpił do Partii Socjalistycznej. W 1978 po raz pierwszy uzyskał mandat poselski do Zgromadzenia Narodowego. Wybierany następnie w wyborach w 1981, 1986 i 1988. W 1981 kierował kampanią prezydencką François Mitterranda.
Jako minister wchodził w skład pięciu lewicowych gabinetów, którymi kierowali Pierre Mauroy, Laurent Fabius, Michel Rocard, Édith Cresson i Pierre Bérégovoy. Zajmował stanowiska ministra rozwoju miast i mieszkalnictwa (od października 1983 do września 1985, od lipca 1984 odpowiadał również za transport), następnie do marca 1986 był ministrem obrony. Od maja 1988 ponownie był członkiem rządu, kolejno jako minister poczty i telekomunikacji (do maja 1991), minister zaopatrzenia, mieszkalnictwa i transportu (do kwietnia 1992), minister spraw wewnętrznych (do marca 1993).
W latach 1993–2007 przez trzy kadencje ponownie sprawował mandat posła do Zgromadzenia Narodowego, reprezentując departament Tarn. W 2007 nie ubiegał się o reelekcję. W trakcie swojej kariery politycznej był także radnym Île-de-France (1978–1986) oraz Paryża (1983–1993). Od 1995 był wybierany na stanowisko mera Cordes-sur-Ciel, zajmując je do 2020.